# Jason Statham
Pour les articles homonymes, voir Statham.
Jason Statham ([ˈd͡ʒeɪsən ˈsteɪθəm]) est un acteur et producteur de cinéma britannique, né le 26 juillet 1967 à Shirebrook (Derbyshire).
Il est renommé pour son rôle de Frank Martin dans les trois premiers films de la saga d'action Le Transporteur, mais également pour ses collaborations avec Guy Ritchie (Snatch) ou Sylvester Stallone (dans la série des films Expendables), ainsi que pour des films de la série Fast and Furious.
Avant d'être acteur, il a été mannequin et a pratiqué le plongeon à haut niveau.

## Biographie
Son père, Barry Statham, est vendeur. Avant d'être acteur, Statham faisait partie de l'équipe de plongeon de Grande-Bretagne (British Diving Squad) pendant douze ans, et a été classé huitième aux Jeux du Commonwealth de 1990.
Jason Statham est né le 26 juillet 1967 à Shirebrook en Derbyshire il est le fils de la danseuse Eileen (née Yates) et du marchand ambulant Barry Statham. Son père a été peintre en bâtiment, mineur de charbon, et chanteur dans les îles Canaries. Statham a déménagé à Great Yarmouth en Norfolk où il avait choisi de ne pas suivre la carrière de son père en travaillant sur les étals du marché local, il préférait pratiquer les arts martiaux. Il a grandi avec le footballeur et acteur Vinnie Jones, aux côtés duquel il jouera plus tard. Jones l'a initié au football et Statham a continué à jouer au lycée de 1978 à 1983. Là-bas il se passionne pour le plongeon. Il s'est entraîné quotidiennement à perfectionner ses techniques de plongeon et a été membre de l'équipe nationale de natation britannique pendant 12 ans,.
Il a concouru pour l'Angleterre aux Jeux du Commonwealth de 1990 dans les compétitions de 10 mètres, 3 mètres et 1 mètre. Il a déclaré dans une interview de 2003 avec IGN que son temps avec l'équipe nationale était « une grande expérience » qui « vous enseigne la discipline, la concentration et vous fait éviter les ennuis ».
La carrière médiatique de Statham  a commencé lorsqu'il a été repéré par l'agence Sports Promotions spécialisée dans le mannequinat sportif alors qu'il s'entraînait au Crystal Palace National Sports Centre de Londres. Il a travaillé pour Tommy Hilfiger, Griffin et Levi's pour des contrats de mannequinat au cours de leurs collections printemps/été 1996.
En 1997, il était mannequin pour la marque de vêtements French Connection. Un porte-parole de la chaîne de prêt-à-porter déclara : « Nous avons choisi Jason parce que nous voulions que notre mannequin ressemble à un homme normal. Son look est parfait pour le moment : très masculin mais pas trop. »
Cependant, il était contraint de suivre les traces de son père en tant que vendeur de rue pour joindre les deux bouts, déclarant qu'il vendait « des parfums et des bijoux contrefaits au coin des rues »,. Il a fait de petites apparitions dans des clips, dont Comin' On de The Shamen en 1993, Run to the Sun de Erasure en 1994, et Dream a Little Dream of Me par The Beautiful South en 1995.

### Carrière
Au début des années 1990, son physique musclé lui permet de figurer dans deux vidéo-clips :  en 1992, dans le clip de Comin'on Strong des Shamen, dans lequel il danse de façon sensuelle en slip léopard puis, en 1994, dans le clip du single Run to the Sun du groupe britannique Erasure, dans lequel il prend des postures de culturiste sur le planétarium surmontant l'horloge universelle de l'Alexanderplatz (Berlin), le corps enduit de maquillage argenté et vêtu d'un simple caleçon. Par la suite, il gagne sa vie en tant que mannequin pour la chaîne de vêtements French Connection et fait des missions freelance auprès de la BCR.

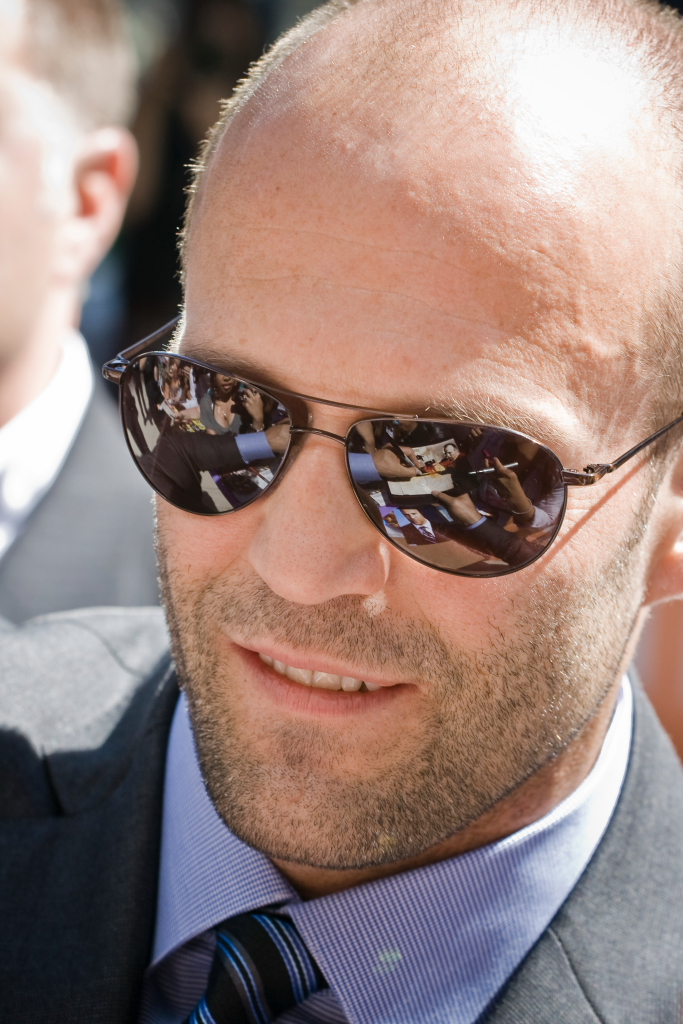
Statham au Festival international du film de Toronto en 2011.

Ce n'est qu'en 1998, déjà âgé de 30 ans, que Jason Statham obtient son premier rôle au cinéma, dans le film Arnaques, Crimes et Botanique, parce qu'il connaissait la femme d'un investisseur qui l'a présenté à Guy Ritchie, qui cherchait des acteurs pour son film.
L'acteur a revu Guy Ritchie deux ans après pour Snatch (en 2000) et cinq ans plus tard pour Revolver. Il devient célèbre en 2002, dans le rôle principal dans le film Le Transporteur.
Dans des films d'actions comme The One, il joue aux côtés de Jet Li qu'il retrouvera dans Rogue : L'Ultime Affrontement (War), Cellular, Chaos, Hyper Tension et Hyper Tension 2 ; il joue dans des comédies comme La Panthère Rose (apparition non créditée au générique) et Carton Rouge.
En 2005, il reprend le rôle de Frank Martin dans Le Transporteur 2, dans lequel il apparaît comme simple chauffeur pour une famille fortunée de Miami, en Floride.
Il a délaissé un temps le film d'action pour tourner Braquage à l'anglaise, de Roger Donaldson, film policier sur un braquage de banque d'après une histoire vraie. Il tourna également Course à la mort, reprise du film La Course à la mort de l'an 2000 avec David Carradine et Sylvester Stallone.
En 2008, il est à l'affiche du film Le Transporteur 3 dans lequel il reprend le rôle de Frank Martin.
En 2010, il joue dans Expendables : Unité spéciale (The Expendables) avec Sylvester Stallone. Il reprend son rôle de Lee Christmas dans Expendables 2 : Unité spéciale (Les Sacrifiés 2 : De retour au combat, The Expendables 2),  sorti le 22 août 2012, et dans Expendables 3 (Les Sacrifiés 3). Jason est également présent dans le film Homefront, sorti en salle courant 2013 et scénarisé par Sylvester Stallone.
En 2013, l'acteur fait un caméo à la fin de Fast & Furious 6, dans lequel il incarne le frère du principal antagoniste. Il reprend son rôle dans le septième opus, sorti en avril 2015, cette fois-ci comme antagoniste principal,,. En 2017, il reprend son rôle de Deckard Shaw dans Fast and Furious 8.

### Vie privée
Jason Statham a vécu avec la mannequin et actrice britannique Kelly Brook de 1997 à 2004,. Il a ensuite fréquenté la chanteuse et mannequin australienne Sophie Monk de 2005 à 2006, puis a été le compagnon d'Alex Zosman de 2006 à 2010,.
Depuis avril 2010, il est le compagnon de Rosie Huntington-Whiteley,  mannequin et actrice britannique, de vingt ans sa cadette. Le 10 janvier 2016, ils annoncent leurs fiançailles, après six ans de vie commune.

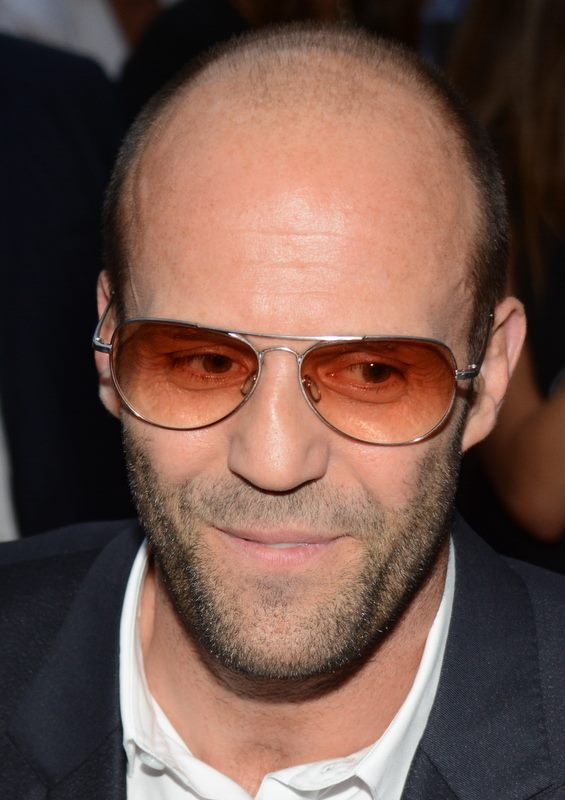
Jason Statham à l'avant-première parisienne dExpendables 3, le 7 août 2014.

Le 24 juin 2017, ils sont parents d'un garçon, Jack Oscar Statham.
Le 2 février 2022, Rosie Huntington-Whiteley donne le jour à leur fille Isabella James Statham.

## Filmographie
Sauf indication contraire, les informations mentionnées dans cette section peuvent être confirmées par la base de données cinématographiques IMDb,  présente dans la section « Liens externes ».

### Cinéma
- 1998 : Arnaques, Crimes et Botanique (Lock, Stock and Two Smoking Barrels) de Guy Ritchie : Bacon
- 2000 : Snatch : Tu braques ou tu raques (Snatch) de Guy Ritchie : Turkish
- 2000 : Turn It Up de Robert Adetuyi : Mr B.
- 2001 : Ghosts of Mars de John Carpenter : Jericho Butler
- 2001 : The One de James Wong : Evan Funsch
- 2001 : Carton rouge (Mean Machine) de Barry Skolnick : Le moine (Monk en VO)
- 2002 : Le Transporteur (The Transporter) de Louis Leterrier et Corey Yuen : Frank Martin
- 2003 : Braquage à l'italienne (The Italian Job) de F. Gary Gray : Rob « le tombeur » (Handsome Rob en VO)
- 2004 : Cellular de David R. Ellis : Ethan
- 2004 : Collatéral (Collateral) de Michael Mann : l'homme à l'aéroport (caméo)
- 2005 : London de Hunter Richards : Bateman
- 2005 : Chaos de Tony Giglio : Quentin Conners
- 2005 : Le Transporteur 2 (The Transporter 2) de Louis Leterrier : Frank Martin
- 2005 : Revolver de Guy Ritchie : Jake Green
- 2006 : King Rising, au nom du roi ( In the Name of the King: A Dungeon Siege Tale) d'Uwe Boll : Farmer
- 2006 : Hyper Tension (Crank) de Mark Neveldine et Brian Taylor : Chev Chelios
- 2006 : La Panthère rose (The Pink Panther) de Shawn Levy : Yves Gluant (rôle muet, non crédité)
- 2007 : Rogue : L'Ultime Affrontement (War) de Phillip G. Atwell : Jack Crawford
- 2008 : Braquage à l'anglaise (The Bank Job) de Roger Donaldson : Terry Leather
- 2008 :  Course à la mort (Death Race) de Paul W. S. Anderson : Jensen Ames
- 2008 : Le Transporteur 3 (The Transporter 3) d'Olivier Megaton : Frank Martin
- 2009 : 13 de Gela Babluani :  Jasper Bagges
- 2009 : Hyper Tension 2 (Crank: High Voltage) de Mark Neveldine et Brian Taylor : Chev Chelios
- 2010 : Expendables : Unité spéciale (The Expendables) de Sylvester Stallone : Lee Christmas
- 2011 : Le Flingueur (The Mechanic) de Simon West : Arthur Bishop
- 2011 :  Blitz d'Elliott Lester : Tom Brant
- 2011 :  Gnoméo et Juliette (Gnomeo and Juliet) de Kelly Asbury : Tybalt (voix)
- 2011 : Killer Elite de Gary McKendry : Danny Bryce
- 2012 : Safe de Boaz Yakin : Luke Wright
- 2012 : Expendables 2 : Unité spéciale (The Expendables 2) de Simon West : Lee Christmas
- 2013 : Parker de Taylor Hackford : Parker
- 2013 : Crazy Joe (Hummingbird) de Steven Knight : Joey Jones
- 2013 : Homefront de Gary Fleder : Phil Broker
- 2013 : Fast and Furious 6 (Furious 6) de Justin Lin : Deckard Shaw (caméo)
- 2014 : Expendables 3 (The Expendables 3) de Patrick Hughes : Lee Christmas
- 2015 : Joker (Wild Card) de Simon West : Nick Wild
- 2015 : Fast and Furious 7 (Furious 7) de James Wan : Deckard Shaw
- 2015 : Spy de Paul Feig : Rick Ford
- 2016 : Mechanic: Resurrection de Dennis Gansel :  Arthur Bishop
- 2017 : Fast and Furious 8 (The Fate of the Furious) de F. Gary Gray : Deckard Shaw
- 2018 : En eaux troubles (The Meg) de Jon Turteltaub : Jonas Taylor
- 2019 : Fast and Furious: Hobbs and Shaw (Fast and Furious Presents: Hobbs and Shaw) de David Leitch : Deckard Shaw (également producteur)
- 2021 : Un homme en colère (Wrath of Man) de Guy Ritchie : Patrick « H » Hill
- 2021 : Fast and Furious 9 (F9) de Justin Lin : Deckard Shaw (caméo)
- 2023 : Operation Fortune: Ruse de guerre de Guy Ritchie : Orson Fortune (également producteur)
- 2023 : Fast and Furious 10 (Fast X) de Louis Leterrier : Deckard Shaw
- 2023 : En eaux très troubles (The Meg 2 : The Trench) Ben Wheatley : Jonas Taylor
- 2023 : Expendables 4 (The Expendables 4) de Scott Waugh : Lee Christmas (également producteur)
- 2024 : The Beekeeper de David Ayer : Adam Clay (également producteur)
- 2025 : A Working Man de David Ayer : Levon Cade (également producteur)
- 2026 : Mutiny de Jean-François Richet : Cole Reed (également producteur)
- Untitled Ric Roman Waugh Film

### Jeux vidéo
- 2002 : Red Faction II : Shrike
- 2003 : Call of Duty : le sergent Waters
- 2006 : Rule of Rose : le narrateur (version européenne)
- 2015 : Sniper X with Jason Statham

## Distinctions

### Nominations
- Teen Choice Awards 2015 : meilleur méchant au cinéma dans Fast & Furious 7
- Critics' Choice Awards 2016 : meilleur acteur dans une comédie dans Spy

## Voix francophones
En version française, Boris Rehlinger est la voix de Jason Statham dans la quasi-intégralité de ses apparitions. Il le double notamment dans la trilogie Le Transporteur, la quadrilogie Expendables, la franchise Fast and Furious, les duologies Hyper Tension, Le Flingueur et  En eaux troubles ainsi que les films Snatch : Tu braques ou tu raques, Chaos, King Rising, Au nom du roi, Rogue : L'Ultime Affrontement, Braquage à l'anglaise, Course à la mort, 13, Blitz, Killer Elite, Safe, Parker, Crazy Joe, Homefront, Joker, Spy, Un homme en colère, The Beekeeper ou encore A Working Man.
Il est également doublé à trois reprises par Thierry Redler dans Arnaques, Crimes et Botanique, Carton rouge et Braquage à l'italienne ainsi qu'à deux reprises par Julien Kramer dans Collatéral et Revolver. Enfin, il est doublé à titre exceptionnel par Philippe Vincent dans Ghosts of Mars, Gabriel Le Doze dans The One, Éric Herson-Macarel dans Cellular et Bruno Dubernat dans London. Pour le film Operation Fortune: Ruse de guerre, aucun doublage n’a été effectué en France. Il n'a été doublé qu’au Québec, à cause de l’échec commercial du film.
En version québécoise, il est principalement doublé par Sylvain Hétu. Ce dernier est sa voix dans la franchise Fast and Furious, les duologies Crinqué et Le Mécano ainsi que dans les films Revolver, Le Vol de banque, Course à la mort, Le Transporteur 3, Tueur d'élite, Blitz, Parker, Rédemption, Protection, Espionne ou encore Mégalodon. Il est également doublé par Louis-Philippe Dandenault dans la trilogie Les Sacrifiés et Safe, tandis qu'il est doublé à titre exceptionnel par Jean-Luc Montminy dans Un boulot à l'italienne et Gilbert Lachance dans Le Cellulaire.